# 法国穆斯林信仰委员会
法国穆斯林信仰委员会（法语：Conseil français du culte musulman，通常缩写为CFCM）是法國的一个非营利组织，該組織經常代表法國穆斯林群體與法國政府進行對話。該組織由尼古拉·萨科奇和一群伊斯兰学生于2003年5月28日创建。2023年初，該組織被马克龙解散。